# Niso chevreuxi
Niso chevreuxi is een slakkensoort uit de familie van de Eulimidae. De wetenschappelijke naam van de soort is voor het eerst geldig gepubliceerd in 1891 door Dautzenberg.